# Hare paenga

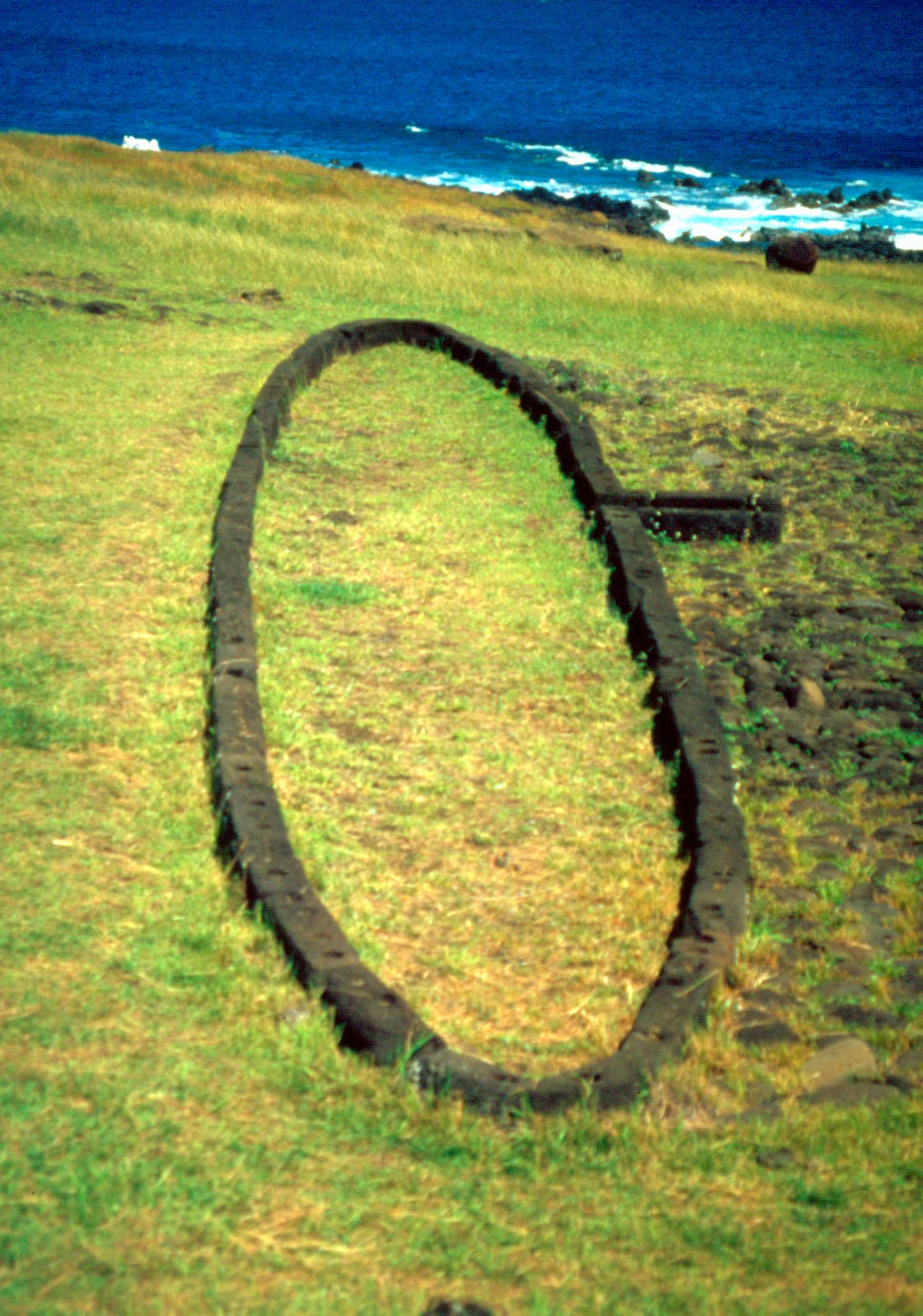
Planta de un hare paenga o vivienda comunal de la Isla de Pascua

Un hare paenga es un tipo de vivienda de la Isla de Pascua anterior a la llegada de los españoles. Tenía forma de barca invertida muy alargada. La palabra hare significa ‘casa’ y paenga tiene el doble sentido de ‘piedras labradas’ y ‘familia extensa’, por lo que hare paenga puede significar tanto ‘casa sobre piedras labradas‘ como ‘casa de una familia extensa’.

## Descripción
La vivienda se construía sobre una capa de piedras de basalto; este suelo de piedra se prolongaba en un amplio atrio delantero. El techo estaba hecho de material vegetal dispuesto en tres capas: una gruesa capa de totora, hojas de caña de azúcar y una capa de hierba. Se accedía al interior por una entrada única situada en el centro del lado más ancho.
La entrada era baja, dejaba pasar a una sola persona por vez y se cerraba con una cortina de totora trenzada llamada «papare». El interior estaba oscuro y los ocupantes dormían tendidos a ambos lados del eje longitudinal; el eje longitudinal estaba libre y servía de pasillo.
Según la leyenda, este tipo de casa no es un invento autóctono, sino que fue traído por los primeros pobladores desde la isla mítica de Hiva. Concretamente la trajo Nuku Kehu, un arquitecto que acompañaba a su primer rey Hotu Matua.

«El Rey Hotu Matu´a dijo a su gente que amarrasen las casas por la derecha, igualmente el cordón umbilical de los niños, los botes y las redes de pesca. Cuando no se hace debidamente la atadura, se mueren los hombres, se caen las casas, no sacan pescado los botes».

El hermano Eugenio Eyraud fue el único europeo que conoció las hare paenga, así las describe:

«Una abertura, semejante a la boca de un horno, permite a los habitantes y visitantes que lo tengan por conveniente, entrar, arrastrándose, no con las rodillas, sino con el vientre. Esta puerta, situada en medio de la construcción, deja pasar luz suficiente para que los moradores se puedan reconocer al cabo de un momento de estar adentro».

En su interior, no contaban con una gran ornamentación, se encontraron algunas estatuas de 30 centímetros representando figuras como hombres, pescados, etc. También se hallaron tabletas de madera y bastones cubiertos con jeroglíficos. Poseían una especie de piso construido con piedras planas y redondas y, haciendo de mobiliario, cantos rodados con representaciones de la fertilidad.

## Los «Paenga»
«Paenga» eran las piedras labradas que servían como fundamento de las viviendas, y eran las que mayor esfuerzo requerían en su realización. Su tamaño variaba de acuerdo al tamaño de las casas.
Si se quería obtener una forma de piedra rectangular, se debía labrar con formones de piedra. En cuanto a los tamaños de los paenga se clasifican en:
- Pequeños o regulares: de 50 centímetros a 1.5 metros de largo[9]
- Grande: alcanzan hasta los 3 metros de largo[6]

En cuanto al ancho, regularmente tenían unos 20 a 35 centímetros, y un alto de entre 30 y 50 centímetros.
Mientras se confeccionaba la paenga, otro grupo se encargaba de realizar dos o tres hoyos, según el largo de la paenga que servían para asentar la punta de un palo que hacía de poste o «pou», con dos pulgadas de profundidad e idéntico diámetro. Una vez finalizadas las paenga, se enterraban hasta la mitad del suelo.

## Exterior
Era la costumbre colocar en el exterior de la hare paenga, más precisamente en sus laterales, figuras simbólicas de «aku-aku» o estatuillas de madera o piedra, a modo de espíritus tutelares o manes.
En las cercanías de las viviendas colocaban hornos subterráneos con forma rectangular, aunque también existían de forma circular (umu pae), sujetados con piedras dónde los habitantes cocinaban sus alimentos. Además, poseían primitivos gallineros anexos a las casas, los cuales eran llamados «hare-moa», y aguadas o «taheta».
El hiritoke era un pavimento que se disponía en forma de abanico en la entrada, realizado con guijarros lisos dispuestos con un encajamiento ordenado para evitar la formación de barro.